# Antonio Carbajal
Pour les articles homonymes, voir Carbajal.
Antonio Rodriguez Carbajal, aussi connu sous le surnom Tota, est un footballeur mexicain né le 7 juin 1929 à Mexico (Mexique) et mort le 9 mai 2023 à León évoluant au poste de gardien de but. 
International mexicain (48 sélections), il est le premier joueur à avoir disputé cinq phases finales de Coupe du monde  entre 1950 et 1966, un record qu'il détiendra pendant une trentaine d'années. Il sera rejoint par Lothar Matthäus à la fin des années 1990, puis par sept autres joueurs après les années 2000, dont les gardiens Gianluigi Buffon  et Guillermo Ochoa.
Il a également été appelé « El Cinco Copas », en référence à son record de cinq Coupes du monde jouées.

## Biographie
Né dans la ville de Mexico, Carbajal est devenu un joueur professionnel en 1948, après avoir été dans l'équipe qui a participé aux tournois olympiques de 1948.
Carbajal a fait ses débuts internationaux dans le stade Maracanã à Rio de Janeiro le 24 juin 1950 contre le Brésil en coupe du monde. Il était le plus jeune gardien à jouer dans ce tournoi. Il est apparu dans un match à la coupe du monde 1954 et trois lors du tournoi de 1958. À la coupe du monde 1962 au Chili, il est devenu le premier footballeur qui est apparu dans quatre coupes du monde. Quatre ans plus tard, Carbajal établi un autre record en disputant une cinquième coupe du monde. Ce record a été égalé par le joueur allemand Lothar Matthäus en 1998.
Lors de la finale de la Coupe des confédérations de 1999, la Fédération internationale de football association et la Fédération du Mexique de football lui accordent une reconnaissance pour l'ensemble de sa carrière, étant situé parmi les 100 meilleurs joueurs de l'histoire au niveau mondial.
Après sa retraite de joueur, il effectue une carrière d'entraîneur au FC León, Unión de Curtidores et au CA Monarcas Morelia.

## En équipe nationale

### Participations à la Coupe du monde
| Coupe du monde                  | pays       | Résultat     |
| ------------------------------- | ---------- | ------------ |
| Coupe du monde de football 1950 | Brésil     | Premier tour |
| Coupe du monde de football 1954 | Suisse     | Premier tour |
| Coupe du monde de football 1958 | Suède      | Premier tour |
| Coupe du monde de football 1962 | Chili      | Premier tour |
| Coupe du monde de football 1966 | Angleterre | Premier tour |

### Participations aux Jeux olympiques
| Jeux                          | Pays        | Résultat     |
| ----------------------------- | ----------- | ------------ |
| Jeux olympiques d'été de 1948 | Royaume-Uni | Premier tour |

## Carrière
- 1948-1950 : Real Club España  Mexique, 45 matchs, aucun but.
- 1950-1968 : FC León  Mexique, 364 matchs, aucun but.

## Palmarès
- 48 sélections et 0 but avec l'équipe du Mexique entre 1950 et 1966.

### En club
- Deux fois Campeón do México en 1951-1952 et en 1955-1956
- Deux fois vainqueur de la Copa México en 1957-1958 et en 1966-1967
- Une fois Campeón de Campeones en 1955-1956